# Partido Egipto 2000
El Partido Egipto 2000 es un partido político egipcio con una militancia de unos 165 miembros.
El partido nominó a su líder, Dr. Fawzy Khalil Ghazal, como candidato a las primeras elecciones presidenciales competitivas del país en 2005. 

## Objetivos
- Autoconstrucción de la sociedad egipcia.
- Rechazo de los valores occidentales de la globalización.

## Plataforma
La plataforma del partido propugna:
- Respeto al idioma árabe como rasgo central de la sociedad egipcia.
- Unidad nacional y paz social.
- Independencia de los medios de comunicación de masas.
- Pluralismo partidario.
- Fortalecer el papel político y social de la juventud egipcia.